# 2001 en numismatique
Chronologie de la numismatique
- 2000 en numismatique - 2001 en numismatique - 2002 en numismatique

Cet article présente les faits marquants de l'année 2001 en numismatique.

## Principaux événements numismatiques de l'année 2001

### Par dates

#### Janvier
- 1er janvier 2001 : 
  -   Grèce : le pays rejoint la zone euro et peut émettre sa première série de pièces en euros, qui aura cours légal à partir du 1er janvier 2002. La drachme devient à son tour une division nationale de l'euro : 1 euro (EUR) = 340,750 drachmes (GRD).
- 2 janvier 2001 : 
  -  États-Unis : émission de la pièce de New York de la série de 1/4 de dollar des 50 États.

#### Mars
- 12 mars 2001 : 
  -  États-Unis : émission de la pièce de Caroline du Nord de la série de 1/4 de dollar des 50 États.

#### Mai
- 21 mai 2001 : 
  -  États-Unis : émission de la pièce de Rhode Island de la série de 1/4 de dollar des 50 États.

#### Août
- 6 août 2001 : 
  -  États-Unis : émission de la pièce du Vermont de la série de 1/4 de dollar des 50 États.

#### Octobre
- 15 octobre 2001 : 
  -  États-Unis : émission de la pièce du Kentucky de la série de 1/4 de dollar des 50 États.

#### Décembre
- 28 décembre 2001 : 
  -  Zone euro : Publication au Journal officiel de l'Union européenne des caractéristiques des pièces des 15 pays qui vont introduire l'euro le 1er janvier 2002.